# Museum Moderner Kunst (Passau)

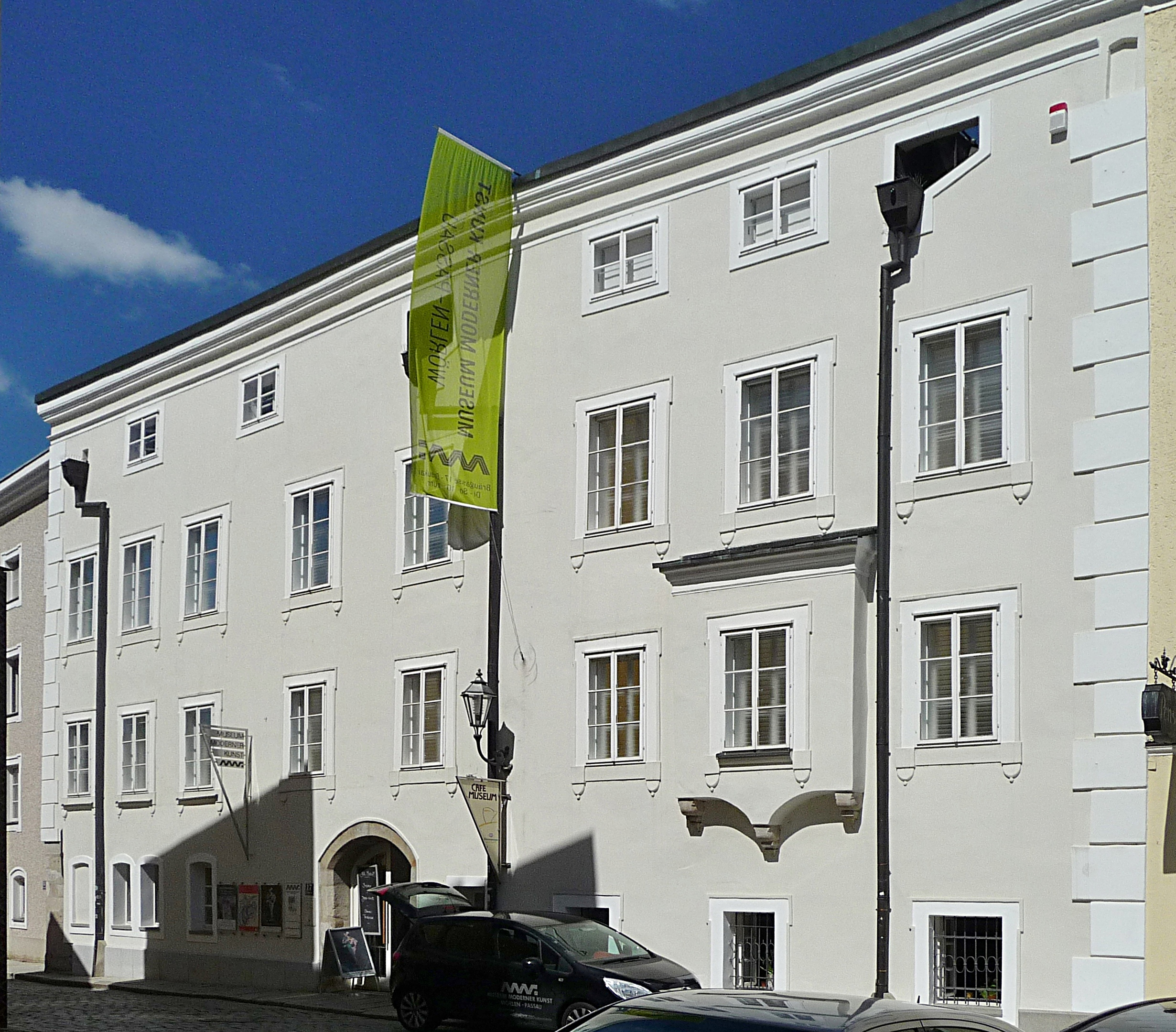
Das Museum Moderner Kunst (2016)

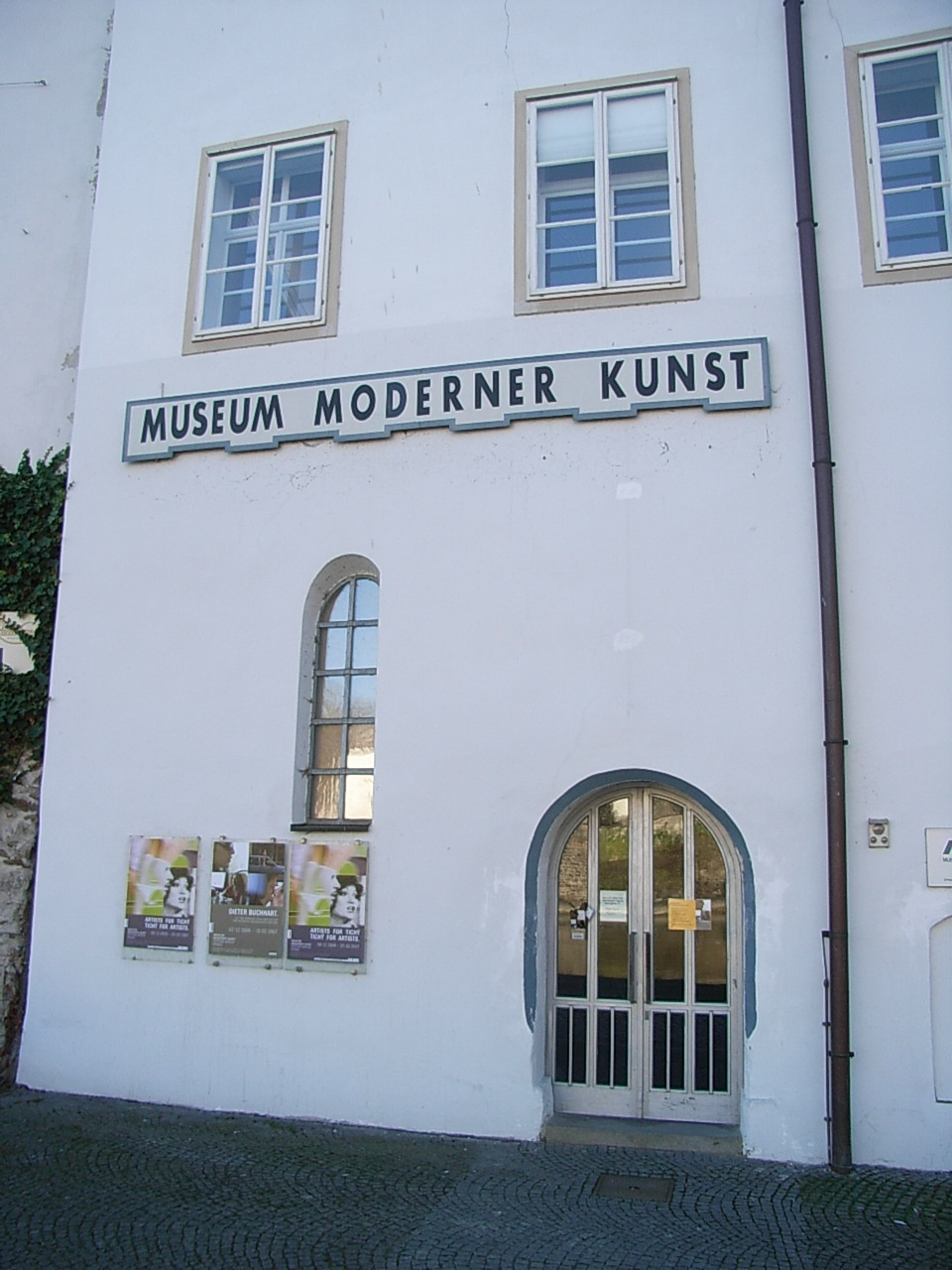
Der Eingang zum Museum vom Donaukai her, 2007

Das Museum Moderner Kunst Wörlen ist ein Kunstmuseum in der Altstadt von Passau, das im Jahr 1990 vom Architekten und Kunstmäzen Hanns Egon Wörlen gestiftet wurde. Es versteht sich selbst als Forum moderner und zeitgenössischer Kunst am Tor zu östlichen Nachbarstaaten und hat sich die Annäherung von Ost und West zum Ziel gesetzt.

## Sammlung
Die Grundlage der Sammlung bildet das Werk des Malers und Grafikers Georg Philipp Wörlen (1886 bis 1954), Vater des Museumsgründers, sowie Werke seiner Künstlerfreunde aus Gemeinschaften wie dem „Wiener Hagenbund“, „Der Fels“ und der „Donau-Wald-Gruppe“. Der Schwerpunkt liegt auf Werken des Expressionismus, der Neuen Sachlichkeit und der zeitgenössischen Kunst. Ankäufe durch den Verein der Freunde und Förderer des Museums Moderner Kunst – Stiftung Wörlen e. V. und Schenkungen von Künstlern ergänzen und erweitern den Bestand fortwährend.

## Ausstellungen
Es werden wechselnde Sonderausstellungen mit Werken von international renommierten Künstlern des 20. und 21. Jahrhunderts gezeigt, wie Lyonel Feininger, Keith Haring, Jiří Kolář, Egon Schiele, Antoni Tàpies, Eduardo Chillida, Salvador Dalí, Franz West, Max Beckmann, Pablo Picasso, Yoko Ono, Christo und Jeanne-Claude, Horst Janssen, Jürgen Klauke, Rudolf Klaffenböck und Yves Klein. Mit jährlich rund 15 Wechselausstellungen und einem vielfältigen Kunstvermittlungs- und Veranstaltungsprogramm ist das Museum ein Ort der Auseinandersetzung mit moderner und zeitgenössischer Kunst und ein gesellschaftlicher Treffpunkt von hoher Relevanz. Das Spektrum des Ausstellungsprogramms umfasst sämtliche Kunstgattungen und reicht von der klassischen Moderne über die „art informel“ bis hin zum Stil- und Medienpluralismus der Gegenwartskunst. Einen besonderen Schwerpunkt bildet dabei die Kunst aus Österreich und Nachbarländern wie Tschechien, Slowakei und Ungarn.

## Museumsleitung
Der Gründungsdirektor war Gerwald Sonnberger. Von September 2003 bis Juni 2007 leitete Hans-Peter Wipplinger das Museum. Seine Abberufung wurde kritisch kommentiert. Im Januar 2008 übernahm die promovierte Kunstgeschichtlerin Josephine Gabler die Leitung, die zum 1. April 2018 die Leitung des Berliner Käthe-Kollwitz-Museums übernommen hat. Seit 1. Mai 2018 leitet die promovierte Kunsthistorikerin Marion Bornscheuer das MMK Passau, die zuvor Kustodin am Wilhelm-Lehmbruck-Museum war.

## Gebäude
Inmitten der Passauer Altstadt und am Ufer der Donau gelegen, verfügt das MMK über eine Ausstellungsfläche von annähernd 1000 m² auf drei Ebenen. Mit dem Umbau von vier — ehemals selbstständigen — Altstadthäusern durch den Stiftungsgeber und Architekten Hanns Egon Wörlen entstand ein ungewöhnliches Ensemble mit baulichen Elementen aus der Zeit der Romanik, Gotik bis hin zu Barock und Klassizismus. Neben dieser architektonischen Vielfalt kennzeichnen das Gebäude die räumliche Großzügigkeit sowie Ausblicke auf die Donau, die Veste Oberhaus und die Veste Niederhaus.